# LoneStar Airways
LoneStar Airways war eine liberianische Fluggesellschaft mit Sitz in Monrovia.

## Geschichte
LoneStar Airways hat den Flugbetrieb 2004 mit einer Boeing 727 aufgenommen und den Dienst 2005 mit einer Boeing 737-200, nach zahlreichen Unterbrechungen, fortgeführt.
Der aktive Betrieb wurde im Februar 2008 wieder eingestellt.

## Flugziele
- Accra, Ghana
- Abidjan, Côte d’Ivoire
- Banjul, Gambia
- Dakar, Senegal
- Freetown, Sierra Leone
- Lagos, Nigeria

## Flotte
- 1× Boeing 737-200